# Montreuil-au-Houlme
Montreuil-au-Houlme ist ein nordfranzösischer Ort und eine aus dem Hauptort sowie mehreren Einzelgehöften (fermes) bestehende Gemeinde mit 127 Einwohnern (Stand: 1. Januar 2022) in der Normandie.

## Lage
Der Ort Montreuil-au-Houlme liegt gut 67 Kilometer südlich von Caen bzw. ca. 45 Kilometer nordwestlich von Alençon auf einer Höhe von ca. 220 m. Das Gemeindegebiet wird im Südosten vom Flüsschen Maire durchquert, ein Nebenfluss der Orne. Das Klima ist in hohem Maße vom Atlantik geprägt und deshalb in der Regel frostfrei; Regen (ca. 765 mm/Jahr) fällt verteilt übers ganze Jahr.

## Bevölkerungsentwicklung
| Jahr      | 1800 | 1851 | 1901 | 1954 | 2018 |
| Einwohner | 452  | 472  | 261  | 205  | 132  |

Der kontinuierliche Bevölkerungsrückgang im 20. Jahrhundert ist im Wesentlichen auf die Mechanisierung der Landwirtschaft und den damit einhergehenden Verlust an Arbeitsplätzen zurückzuführen.

## Wirtschaft
Auf den tiefer gelegenen Flächen der Gemeinde spielte traditionell die Viehwirtschaft (Milch, Käse, Fleisch) die Hauptrolle; auf den höher gelegenen Flächen wurden Feldwirtschaft und Obstbaumanbau (Äpfel, Birnen, Kirschen) betrieben. Gemüse wurde in den Hausgärten ausgesät und geerntet.

## Geschichte
Richard Basset, der in der Schlacht von Hastings (1066) an der Seite Wilhelms des Eroberers kämpfte, besaß in Montreuil Grundbesitz; er scheint jedoch in England geblieben zu sein, denn sein Enkel diente dort unter Heinrich I. Seit dem 16. Jahrhundert gehörte der Ort zum Grundbesitz der Familie d'Argouges, für die unter Ludwig XIV. das Marquisat de Rannes geschaffen wurde.

## Sehenswürdigkeiten

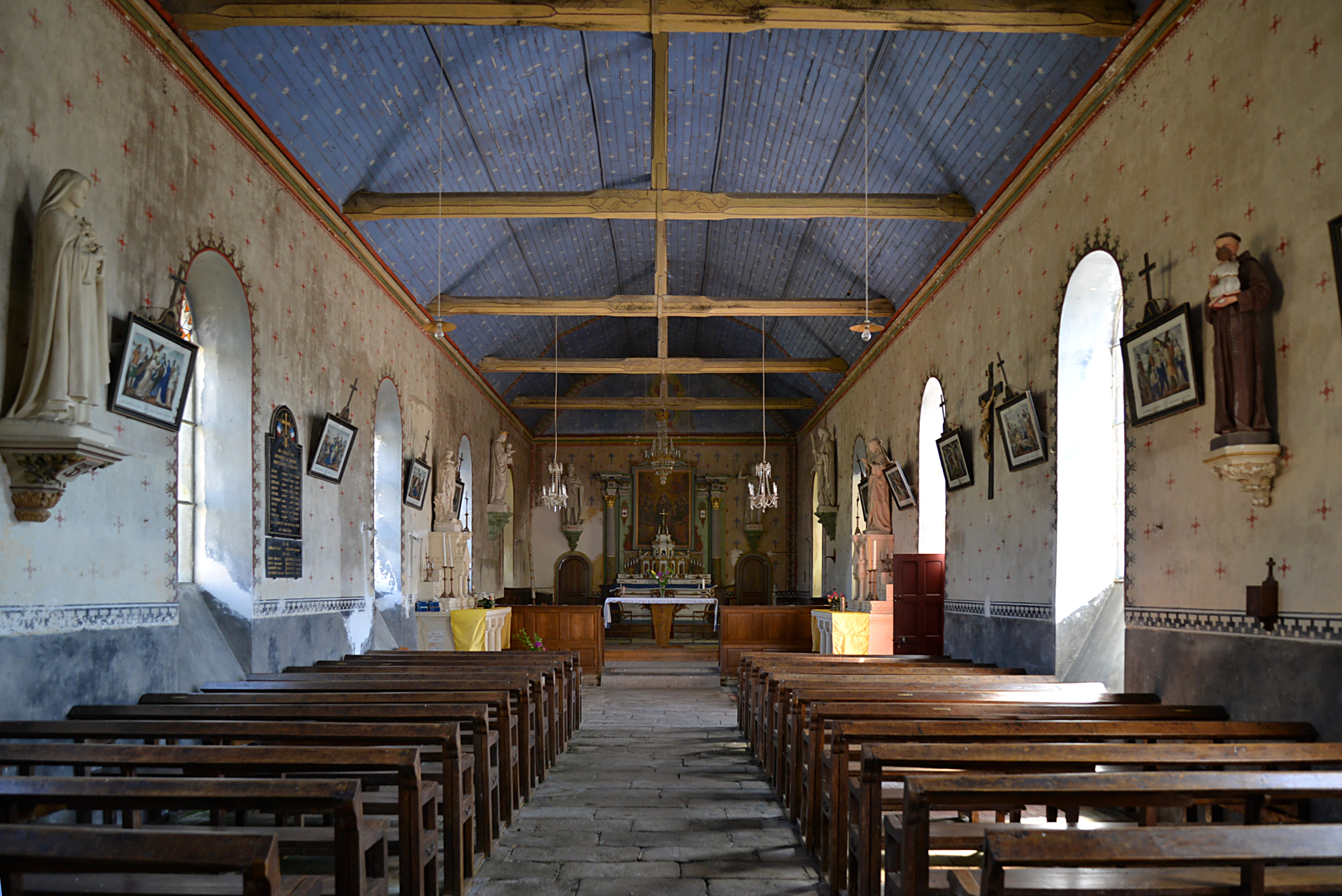
Kirchenschiff mit Holzgewölbe

- Die örtliche Pfarrkirche Saint-Maurice ist ein Bau des 18. Jahrhunderts; sie steht inmitten des Kirchhofs. Das Kirchenschiff ist von einem Holzgewölbe mit Zugankern bedeckt. Ein Teil der Innenausstattung stammt aus älteren Kirchen der Umgebung.
- Die Kapelle Saint-Hermeland ist dem karolingischen Priester und Klostergründer Hermelandus geweiht.

## Persönlichkeiten
- Die hl. Opportuna von Sées (um 700–770) soll hier verstorben sein.